# ارجنگ ۹۳۱۶
سیارک ۹۳۱۶ (به انگلیسی: 9316 Rhamnus، نامگذاری:1988PX2) نه هزار و سیصد و شانزدهمین سیارک کشف شده‌است که در ۱۲ اوت ۱۹۸۸ کشف شد.
قدر مطلق سیارک برابر ۱۲٫۹۰ است.